# Börje landskommun
Börje landskommun var en tidigare kommun i Uppsala län. 

## Administrativ historik
Kommunen inrättades i Börje socken i Ulleråkers härad i Uppland när 1862 års kommunalförordningar trädde i kraft 1863. 
Vid kommunreformen 1952 gick den upp i Bälinge landskommun, som 1971 uppgick i Uppsala kommun. 

## Politik

### Mandatfördelning i Börje landskommun 1938-1942
| 6 | 1 | 1 | 8 | 4 |

| 20 |

| 5 | 3 | 8 | 4 |

| 19 |